# Park Jung-hwa
Pour les articles homonymes, voir Junghwa.
Park Junghwa (coréen : 박정화, née le 8 mai 1995), communément appelée Jeonghwa (coréen : 정화), est une chanteuse, danseuse et actrice sud-coréenne. Elle fait partie du girl group sud-coréen EXID.

## Filmographie

### Long métrage
- 2024 : Handsome Guys (핸섬가이즈) de Nam Dong-hyeop : Bo-ra

### Dramas
- Wives on Strike (아내의 반란, 2004)
- Webtoon Hero Toondra Show (웹툰히어로 툰드라쇼, 2015)